# Cabezas de Bonilla
Cabezas de Bonilla es una localidad española del municipio de Bonilla de la Sierra, perteneciente a la provincia de Ávila, en la comunidad autónoma de Castilla y León.

## Historia
Hacia mediados del siglo XIX, el lugar, perteneciente ya por entonces a Bonilla de la Sierra, tenía contabilizada una población de 133 habitantes. Aparece descrito en el quinto volumen del Diccionario geográfico-estadístico-histórico de España y sus posesiones de Ultramar de Pascual Madoz de la siguiente manera:

CABEZAS DE BONILLA: l. de la prov. de Avila (9 leg.), part, jud. de Piedrahita (2), aud. terr. de Madrid (25), c. g. de Castilla la Vieja (Valladolid 25), ayunt. de Bonilla de la Sierra (1/2). sit. al S. del cerro titulado del Rebollar, lo combaten bien los vientos y su clima templado, es propenso á tercianas y cuartanas. Tiene 27 casas, 2 calles, una fuente de buen agua, y una igl. parr. (Ntra. Sra. de la Concepcion) aneja de la de Tortoles, cuyo párroco la sirve; el cementerio se halla en parage que no ofende la salud pública. Confina el térm. N. Pascualcobo y Cabezas del Villar; E. Villanueva; S. Casas del Puerto, y O. Bonilla de la Sierra y Tortoles; se estiende 1/2 leg. en todas direcciones: se encuentran en él muchas fuentes, un monte con arbolado de encina, una alameda de álamos llamados chopos y algunos prados naturales que crian medianas yerbas. El terreno es de inferior calidad. caminos: los de pueblo á pueblo en mal estado: el correo se recibe de Piedrahita por propio los miércoles y sábados, y salen jueves y domingos. prod.: trigo, centeno, hortalizas y frutas; su mayor cosecha centeno; mantiene ganado lanar y vacuno; cria caza de liebres, conejos y perdices. ind.: agricultura. pobl.: 42 vec., 133 alm. cap. prod.: 210,750 rs.: imp.: 8,430 ind. y fabril 500. contr.: 2,004 rs. 8 mrs.
(Madoz, 1846, p. 30)

En 2022, tenía empadronados 28 habitantes.

## Patrimonio
En el lugar hay una iglesia bajo la advocación de Nuestra Señora de la Concepción.